# أكي أندرسون
أكي أندرسون (بالسويدية: Åke Andersson)‏ (8 يونيو 1918 ستوكهولم السويد - 11 مايو 1982 ستوكهولم السويد) هو لاعب كرة قدم سويدي، شارك في الألعاب الأولمبية الشتوية 1952.

## روابط خارجية
- أكي أندرسون على موقع EliteProspects.com (الإنجليزية)
- أكي أندرسون على موقع Eurohockey.com (الإنجليزية)
- أكي أندرسون على موقع أوليمبيديا (الإنجليزية)
- أكي أندرسون على موقع اللجنة الأولمبية السويدية (السويدية)